# Liste der Mitglieder des Réseau Centurie
Das Réseau Centurie war das Geheimdienstnetzwerk der Organisation Civile et Militaire. Die nachfolgende Tabelle erhebt keinen Anspruch auf Vollständigkeit.
| Name                            | Ref.          | Geburtsjahr/-ort                                            | Sterbejahr/-ort Todesursache                                        | Beruf                                  | Anmerkungen | Foto |
| ------------------------------- | ------------- | ----------------------------------------------------------- | ------------------------------------------------------------------- | -------------------------------------- | --- | ---- |
| Eugène Bernard                  | [ 2 ]         | 1888 in Mouilleron-en-Pareds (Vendée)                       | 1944 in Brest (Finistère), erschossen                               | Rentner, früher: Eisenbahn-Mitarbeiter | |      |
| Marcel Berthelot                | [ 3 ]         | 1888 in Cluny                                               | 1981                                                                | Bankier                                | Leiter, auch Mitglied der OCM |      |
| Jacques Bertin de la Hautière   | [ 4 ]         | 1909 in Saint-Germain-de-Tournebut (Château de la Brisette) | 2002 in Cherbourg                                                   | Angehöriger des Militärs               | Zuständig für den Ärmelkanal, Pseudonyme: Jacques Lévéque und Jacques Moulines.                                                        |      |
| John Cadio                      | [ 5 ]         | 1902 in Ploujean                                            | 1987 in Brest                                                       | Schlosser                              | Aktionssektor: Brest; Auch aktiv im Widerstand bei US Vanguard, CND-Castile, OCM; Pseudonyme: Serge / Rabelais / L’Anglais             |      |
| Joseph Combot                   | [ 6 ]         | 1911 in Saint-Pol-de-Léon (Finistère)                       | 1944 in Brest (Finistère), erschossen                               | Unternehmer                            | |      |
| Robert Delattre                 | [ 7 ]         | in Boulogne-sur-Mer                                         | 1943 in Fresnes (Val-de-Marnes)                                     | Chemiker                               | Confrérie Notre-Dame (CND) und Castile-Centurie-Netzwerke, FFL, FFC                                                                    |      |
| René Duchez                     | [ 8 ]         | 1903                                                        | 1948                                                                | Raumausstatter, Maler/Anstreicher      | Caener Ortsgruppe der Organisation Centurie, „Francois“                                                                                |      |
| Robert Dufour                   | [ 9 ]         | 1899 in Dives-sur-Mer                                       | 1944 im KZ Flossenbürg                                              | Architekt                              | Réseau Centurie und OCM |      |
| Julien Erhold                   | [ 10 ]        | 1890 in Saint-Omer                                          | 1974 in Wizeres                                                     | SNCF-Mitarbeiter                       | Réseau Centurie und OCM |      |
| Georges Fery                    | [ 11 ]        | 1891 in Thierville-sur-Meuse (55)                           | 1944 in Landerneau, „Mort pour la France“                           | Fotograf                               | Aktionssektoren: Brest und Blessé, Pseudonym: Gick, auch in der OCM aktiv.                                                             |      |
| Jean Grall                      | [ 12 ]        | 1908 in Plouescat (Finistère)                               | 1944 in Brest (Finistère), erschossen                               | Kaufmann, Ladenbesitzer                | |      |
| Eugéne D’Hallendre              | [ 13 ] [ 14 ] | 1898 in La Madeleine                                        | 1943 in Fort de Bondues, hingerichtet                               | Mechaniker                             | (Hinrichtung am 27. Dezember 1943) auch Mitglied der Bewegung Voix du Nord und Regionalleiter der Zivil- und Militärorganisation (OCM) |      |
| André Hamon                     | [ 15 ]        | 1901 in Landivisiau (Finistère)                             | 1944 in Brest (Finistère), erschossen                               | Schreiner                              | |      |
| Francois Havet                  | [ 16 ]        | 1895 in Montreuil-sur-Mer                                   | 1945 (irgendwo in Deutschland)                                      | Notar                                  | Réseau Centurie und OCM, Réseau Pat O’Leary                                                                                            |      |
| Alain Kerguinou                 |               | 1904 in Morlaix (Finistère)                                 | 1944 in Brest (Finistère), erschossen                               | Arzt                                   | |      |
| Jean L’Hostis                   | [ 17 ]        | 1897 in Morlaix (Finistère)                                 | 1944 in Brest (Finistère), erschossen                               | Metzger/Fleischer                      | |      |
| Paul Le Bigot                   | [ 18 ]        | 1917 in Saint-Pol-de-Léon (Finistère)                       | 1944 in Brest (Finistère), erschossen                               | Arzt                                   | |      |
| Claude Le Guen                  | [ 19 ]        |                                                             | 1944 in Brest (Finistère), erschossen                               | Rentner                                | |      |
| Germain Léaustic                | [ 20 ]        |                                                             | 1944 in Brest (Finistère), erschossen                               | Schulleiter                            | |      |
| Georges Leclair                 | [ 21 ]        | 1901                                                        | 1944 in Brest (Finistère), erschossen                               | Arzt                                   | |      |
| Louis Le Sann                   | [ 22 ]        | 1918 in Plouvorn                                            | 1944 in Brest (Finistère), erschossen                               | Landwirt                               | Aktionssektor: Plouvorn, Seine sterblichen Überreste wurden nie gefunden. Am 7. August 1944 hingerichtet.                              |      |
| Jean Long                       | [ 23 ]        |                                                             | 1944 in Brest (Finistère), erschossen                               | Bankdirektor                           | |      |
| Jean Maze                       | [ 24 ]        | 1920 in Lesneven                                            | 1986 in Brest (Finistère)                                           | Redakteur                              | (2. Weltkrieg überlebt, auch: CND-Cast., DF)                                                                                           |      |
| Jean Mériadec                   | [ 25 ]        | 1913 in Saint-Pol-de-Léon                                   | 1944 in Brest (Finistère), erschossen                               | Stuckateur                             | |      |
| Yves Le Morvan                  | [ 26 ]        |                                                             | 1944 in Brest (Finistère), erschossen                               | Weinhändler                            | |      |
| Antoinette Osseland-Barrois     | [ 27 ]        | 1920 in Wavrans-sur-l'Aa                                    | 1977 in Wavrans-sur-l'Aa                                            | Restaurantmitarbeiterin                | Réseau Centurie und OCM |      |
| Jean Pleyber                    | [ 28 ]        |                                                             | 1944 in Morlaix, gefoltert                                          | Transportunternehmer                   | |      |
| François Stephan                | [ 29 ]        | 1904 in Saint-Pol-de-Léon (Finistère)                       | 1944 in Brest (Finistère), erschossen                               | Schneider                              | |      |
| Joseph Tanguy                   | [ 30 ]        |                                                             | 1944 in Brest (Finistère), erschossen                               | Abt, Vikar                             | |      |
| Charles Thébaud                 | [ 31 ]        |                                                             | 1944 in Brest (Finistère), erschossen                               | Rentner                                | |      |
| Adolphe (Joannes, Henri) Torgue | [ 32 ]        | 1914 in Calais (Pas-de-Calais)                              | 1943 in Fort Bondues, erschossen                                    | Architekt                              | Erschossen am 27. Dezember 1943 wie Eugéne D’Hallendre; Pseudonym: Torquemada, Freimaurer, auch Mitglied bei der OCM                   |      |
| Joseph Trividic                 | [ 33 ]        |                                                             | 1944 in Brest (Finistère), erschossen                               | Apotheker                              | |      |
| Clovis Wallon                   | [ 34 ]        | 1896 in Wicquinghem (Pas-de-Calais)                         | 1944, vermutlich in der Festungsanlage Mont-Valérien, hingerichtet, | Maler und Cafébesitzer                 | auch Mitglied in der OCM |      |
| George Wepierre                 | [ 35 ]        | 1907 in Setques                                             | 1982 in Helfaut                                                     | Notar                                  | Réseau Centurie und OCM, Réseau Pat O’Leary                                                                                            |      |
| Germaine Wimille-Willard        | [ 36 ]        | 1907 in Bayenghem-les-Seninghem                             | 1995 in Arques                                                      | Friseurin                              | Réseau Centurie und OCM, Réseau Pat O’Leary                                                                                            |      |